# Кейлиан Къртис
Кейлиан Къртис (на английски: Caylian Curtis) е артистичен псевдоним на чешката порнографска актриса, еротичен модел и Плейбой Плеймейт Катерина Станкова (на чешки: Kateřina Staňková), родена на 12 август 1981 г. в Прага, Чехословакия, днешна Чехия.

## Награди и номинации
- 2006: Плейбой Плеймейт за месец септември на списание „Плейбой“, Чехия.[5][2][6]
- 2008: Номинация за Награда Златна звезда за най-добра чуждестранна звезда (еротичен фестивал „Еротика секс Прага“, Чехия).